# SIGCHLD
SIGCHLD — сигнал на POSIX-сумісних платформах, який посилається процесу для інформування про те, що створений ним дочірній процес завершив своє виконання. Символьна змінна SIGCHLD оголошена у заголовному файлі signal.h. Символьні імена для сигналів використовуються через те, що їхні номери залежать від конкретної платформи.

## Етимологія
SIG є загальноприйнятий префіксом для назв сигналів. CHLD (англ. child) — дитина, дочірній об'єкт (англійський комп'ютерний сленг).

## Використання
SIGCHLD може бути проігнорований процесом; якщо батьківський процес виконав системний виклик wait() — буде отриманий код завершення дочірнього процесу. На термін передачі сигналу та виконання wait() дочірній процес існує як процес-зомбі.